# فيليب بارتون مفتاح
فيليب بارتون مفتاح (بالإنجليزية: Philip Barton Key)‏ (و. 1757 – 1815 م) هو سياسي، وقاضي، ومحامي من الولايات المتحدة الأمريكية . تولى منصب أعضاء مجلس النواب الأمريكي .
وهو عضو في الحزب الفيدرالي الأمريكي .

## التعليم
تعلم في Middle Temple.